# ساذرلاند (نبراسكا)
ساوثرلاند (نبراسكا) (بالإنجليزية: Sutherland, Nebraska)‏ هي معلم جغرافي تقع في الولايات المتحدة في مقاطعة لينكون، نبراسكا. يقدر عدد سكانها بـ 1,286 نسمة ومساحتها 2.69 كم2 وترتفع عن سطح البحر 902 متر.

## التركيبة السكانية
قام مكتب تعداد الولايات المتحدة بتحديد بيانات التركيبة السكانية لساذرلاند في تعداد الولايات المتحدة. في ما يلي، التركيبة السكانية حسب تعدادي 2000 و2010.

### تعداد عام 2000
بلغ عدد سكان ساذرلاند 1,129 نسمة بحسب تعداد عام 2000، وبلغ عدد الأسر 442 أسرة وعدد العائلات 307 عائلة مقيمة في القرية. في حين سجلت الكثافة السكانية 1,202.8 نسمة لكل ميل مربع (464.4/كم2). وبلغ عدد الوحدات السكنية 465 وحدة بمتوسط كثافة قدره 495.4 نسمة لكل ميل مربع (191.3/كم2).
وتوزع التركيب العرقي للقرية بنسبة 95.84% من البيض و 0.35% من الأمريكيين الأصليين و 0.09% من الأمريكيين الأفارقة و 0.44% من عرقين مختلطين أو أكثر.
بلغ عدد الأسر 442 أسرة كانت نسبة 31.7% منها لديها أطفال تحت سن الثامنة عشر تعيش معهم، وبلغت نسبة الأزواج القاطنين مع بعضهم البعض 59.5% من أصل المجموع الكلي للأسر، ونسبة 5.7% من الأسر كان لديها معيلات من الإناث دون وجود شريك، وكانت نسبة 30.5% من غير العائلات. تألفت نسبة 27.8% من أصل جميع الأسر من أفراد ونسبة 14.5% كانوا يعيش معهم شخص وحيد يبلغ من العمر 65 عاماً فما فوق. وبلغ متوسط حجم الأسرة المعيشية 3.02، أما متوسط حجم العائلات فبلغ 2.45.
بلغ العمر الوسطي للسكان 40 عاماً. وكانت نسبة 25.3% من القاطنين تحت سن الثامنة عشر، وكانت نسبة 6.6% بين الثامنة عشر والأربعة وعشرون عاماً، ونسبة 25.2% كانت واقعةً في الفئة العمرية ما بين الخامسة والعشرون حتى والأربعة وأربعون عاماً، ونسبة 24.1% كانت ما بين الخامسة والأربعون حتى الرابعة والستون، ونسبة 18.9% كانت ضمن فئة الخامسة والستون عاماً فما فوق. يوجد لكل 100 أنثى 96.3 ذكر، ويوجد لكل 100 أنثى في الثامنة عشر من عمرها فما فوق 96.5 ذكر.
بلغ متوسط دخل الأسرة في القرية 39,583 دولار، أما متوسط دخل العائلة فبلغ 47,132 دولار. وكان متوسط دخل الذكور 34,107 دولار مقابل 20,729 دولار للإناث. وسجل دخل الفرد الخاص بالقرية 17,848 دولار. وكانت نسبة 6.9% من العائلات ونسبة 10.0% من السكان تحت خط الفقر، وكان من هؤلاء نسبة 15.9% تحت سن الثامنة عشر ونسبة 8.1% في الخامسة والستين من العمر وما فوق.

### تعداد عام 2010
بلغ عدد سكان ساذرلاند 1,286 نسمة بحسب تعداد عام 2010، وبلغ عدد الأسر 473 أسرة وعدد العائلات 339 عائلة مقيمة في القرية. في حين سجلت الكثافة السكانية 1,236.5 نسمة لكل ميل مربع (477.4/كم2). وبلغ عدد الوحدات السكنية 534 وحدة بمتوسط كثافة قدره 513.5 لكل ميل مربع (198.3/كم2).
وتوزع التركيب العرقي للقرية بنسبة 97.0% من البيض و 0.7% من الأمريكيين الأصليين و 0.2% من الأمريكيين ذوي الأصول الآسيوية و 0.1% من سكان جزر المحيط الهادئ و 0.5% من عرقين مختلطين أو أكثر.
بلغ عدد الأسر 473 أسرة كانت نسبة 36.4% منها لديها أطفال تحت سن الثامنة عشر تعيش معهم، وبلغت نسبة الأزواج القاطنين مع بعضهم البعض 61.3% من أصل المجموع الكلي للأسر، ونسبة 5.7% من الأسر كان لديها معيلات من الإناث دون وجود شريك، بينما كانت نسبة 4.7% من الأسر لديها معيلون من الذكور دون وجود شريكة وكانت نسبة 28.3% من غير العائلات. تألفت نسبة 24.9% من أصل جميع الأسر من أفراد ونسبة 10.7% كانوا يعيش معهم شخص وحيد يبلغ من العمر 65 عاماً فما فوق. وبلغ متوسط حجم الأسرة المعيشية 3.11، أما متوسط حجم العائلات فبلغ 2.60.
بلغ العمر الوسطي للسكان 39.9 عاماً. وكانت نسبة 27.4% من القاطنين تحت سن الثامنة عشر، وكانت نسبة 5.9% بين الثامنة عشر والأربعة وعشرون عاماً، ونسبة 23.4% كانت واقعةً في الفئة العمرية ما بين الخامسة والعشرون حتى والأربعة وأربعون عاماً، ونسبة 23.6% كانت ما بين الخامسة والأربعون حتى الرابعة والستون، ونسبة 19.7% كانت ضمن فئة الخامسة والستون عاماً فما فوق. وتوزع التركيب الجنسي للسكان بنسبة 49.5% ذكور و50.5% إناث.